# Droit romain

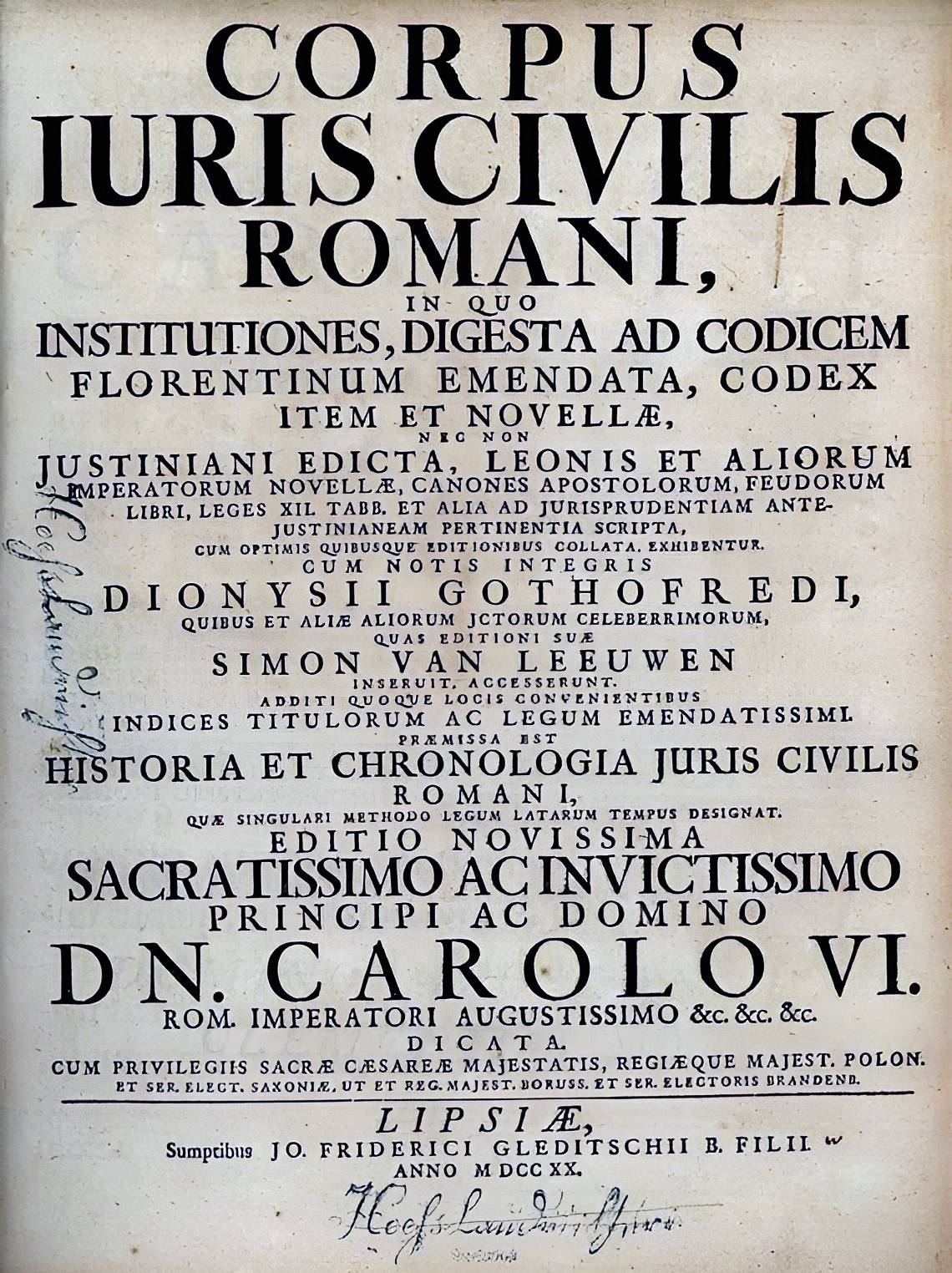
Corpus juris civilis est le nom donné à l'œuvre législative de l'empereur Justinien. Elle se compose des différents recueils de droit écrits à la demande de l’empereur. Elle est tout autant une compilation de textes antérieurs, menacés d'oubli et de disparition, que de nouveaux textes. Par son caractère de compilation, elle demeure l'une des sources les plus importantes pour l'étude du droit romain.

Le droit romain désigne le droit édicté dans la République romaine et l'Empire romain ainsi que les textes des jurisconsultes qui s'y rapportent. Du fait de son influence multiséculaire et de son intégration dans les ordres juridiques européens, on utilise aussi l'expression pour désigner la technique juridique issue de cette tradition romaniste.
Le droit romain est considéré comme l'un des premiers systèmes juridiques de l'histoire. Il n'est pas dégagé de la coutume : le droit civil des Romains étant à la fois non écrit (coutumes) et écrit [J. Inst. 1.2.3]. Il n'est pas non plus dégagé de la religion : la jurisprudence étant, par définition, la connaissance des réalités divines et humaines [J. Inst. 1.1.1].
On peut distinguer plusieurs périodes dans l'évolution du droit romain. Les strates les plus anciennes demeurent sujettes à controverses et spéculations. À l'origine, en effet, il ne se distingue guère du culte et de la religion, et demeure presque exclusivement de l'ordre de la tradition orale. Peu à peu se constitue un corpus de lois et de textes juridiques écrits, qui formera la base de la tradition juridique romaniste. L'expérience juridique romaine au sens strict couvre plus d'un millénaire depuis la loi des Douze Tables autour de 450 av. J.-C. jusqu'au Corpus juris civilis de l'empereur Justinien vers 530. La législation romaine, préservée par les « compilations de Justinien » (Institutes, Code, Digeste, Novelles), soit une gigantesque compilation des textes des jurisconsultes et des constitutions impériales, devient la base juridique de l'Empire byzantin, et plus tard de l'Europe continentale et au-delà (Amérique latine, Afrique du Sud).

## Introduction historique

### Primauté historique
Le droit romain est parfois considéré comme le premier système juridique de l'histoire, bien que ce point soit ponctuellement contesté, notamment par des anthropologues. Ainsi, selon l'historien du droit Aldo Schiavone, « si nous devons aux Grecs la naissance du "politique", nous devons aux Romains celle du "juridique" ». Ce débat complexe tourne autour de la question de la définition du droit en tant que tel et de ce qui permet de le qualifier comme un ensemble de règles prescriptives, par contraste des règles sociales (coutume, morale) ou religieuses. Néanmoins, par rapport à d'autres témoignages plus anciens de lois normatives, tels que le Code d'Ur-Nammu (2100-2050 av. J.-C.), le Code de Hammurabi de Babylone (1750 av. J.-C.), à celles appartenant à la tradition du droit chinois ou hindou, aux lois qui pouvaient exister dans la Grèce antique, le droit romain se caractérise notoirement par un niveau exceptionnellement élevé de technicité (constituant ainsi une science juridique stricto sensu), par le rôle d'une classe spécialisée de juristes (dits jurisconsultes), qui exercent leur science juridique en théorie (enseignement, écriture de traités) et en pratique (expertise, conseil), et par son autonomie relative à l'égard tant de la religion que de la politique.

### Séparation progressive du droit et de la religion, une question débattue
On traduit habituellement par « droit » le terme latin ius (ou jus), qui donnera ius civile ou ius gentium, bien que les deux concepts ne se recouvrent pas exactement. Le ius civile ou ius civile Quiritium, fondé sur la loi des Douze Tables (-450), ne s'applique qu'aux citoyens romains (les Quirites).
Si le droit romain irrigue l'ensemble de la culture romaine, il semble en effet n'être réellement appliqué qu'à une élite restreinte. Ce système juridique est fermement lié à la religion et n'est pas développé, présentant des caractéristiques de formalisme strict, de symbolisme et de conservatisme, à l'image de la pratique du mancipatio, un contrat verbal hautement ritualisé. Le jurisconsulte Sextus Pomponius dit : « Au début de notre ville, le peuple a commencé ces premières activités sans la moindre loi ou droit écrit : toutes les choses étaient gouvernées despotiquement par les rois ».
Selon Jeno Szmodis, les racines anciennes du droit romain proviennent directement de la religion étrusque, qui met l'accent sur la stricte observance des rites. L'insistance sur les rites est corroborée par A. Schiavone, qui observe qu'alors que la religion hébraïque, fortement ritualisée, s'est orientée vers la constitution d'une éthique, la religion romaine s'est concentrée vers l'observation de rites stricts et de prescriptions formalistes (toutes proportions gardées, on peut penser à la distinction kantienne entre agir « conformément à la morale » et agir « par morale »). On peut toutefois penser que, dès l'origine, le ius se distinguait du fas et du nefas religieux, désignant respectivement le licite et l'illicite.
Le ius archaïque de la période monarchique est ainsi à la fois profondément imprégné par la religion et distinct des modèles juridiques grecs, hébraïques ou hindous, qui donnent aux lois une origine révélée. La tradition romaine semblait considérer que la volonté des dieux ne se manifestait jamais de façon générale, sous forme de lois, mais uniquement de façon particulière, relativement à telle ou telle situation. Ainsi, le pontife, qui lisait une prière (solemne precationis carmen) et effectuait un sacrifice avant de délivrer sa sentence, cherchait à connaître la volonté des dieux par l'auspicium.
Ainsi, bien que les diverses lois de la République romaine puis de l'Empire fournissent des sources fondamentales de l'étude du droit romain, la contribution majeure de ce dernier à la culture juridique européenne ne consiste pas dans l'édiction de textes de lois bien rédigés, mais dans l'émergence d'une classe de juristes professionnels (prudentes, sing. prudens, ou jurisprudentes) et de la science juridique, développée à l'origine comme une casuistique, c'est-à-dire un ensemble de règles prescrites, de façon orale, pour résoudre un cas donné : ce sont les responsa.
Au VIe siècle av. J.-C., moment du déclin de la monarchie romaine, la période étrusque conduit à un tournant important, marqué par l'affaiblissement des structures claniques de la parenté (le gens) au profit de liens civiques. Ce changement est favorisé par la révolution militaire des hoplites, construits sur la triple figure du guerrier-citoyen-propriétaire terrien, et la constitution des centuries, qui remplacent les comices curiates. Le rôle des pontifes prend le pas sur les flamines, qui célébraient le culte de Jupiter, Mars et Quirinus. Le ius commence alors à se distinguer de la religion, donnant naissance à la technique de la iuris prudentia. La figure du rex sacrorum survivra cependant à cette évolution, et aura un long avenir, comme l'a montré Marc Bloch dans Les Rois thaumaturges.

### La Loi des Douze Tables duVesiècleav. J.-C., le conflit entrelexetius
Hormis les leges regiae (en) plus ou moins légendaires, datant de l'époque monarchique, le premier texte légal dont le contenu nous est connu avec quelques détails est la Loi des Douze Tables, datée du milieu du Ve siècle av. J.-C. Le texte original a été probablement détruit lors du sac de Rome de 390 av. J.-C, mais il nous est connu de façon indirecte, notamment par le jurisconsulte Sextus Aelius Paetus Catus. Les fragments qui ont survécu montrent que ce n'était pas un « code de loi » au sens moderne. Il ne fournit pas un système complet et cohérent de toutes les règles applicables, et ne donne pas de solutions juridiques à tous les cas possibles. Une grande partie est consacrée au « droit privé » (ius privatum) et à la procédure civile (le lege agere (it)) : il ne s'agit en aucun cas d'une « charte constitutionnelle » ou d'une organisation des pouvoirs publics. Une partie importante concerne les crimes et les peines.
Selon les historiens romains,,, le tribun de la plèbe Gaius Terentilius Harsa rédigea un projet, la Lex Terentilia, afin de mettre par écrit les règles juridiques, le ius pontifical. Ce projet, à l'origine des Douze Tables, visait en fait à opposer au ius secret, connu des seuls prêtres répondant aux questions par le responsum, une lex publique et laïque. Il indique ainsi l'existence d'un conflit entre la plèbe et les patriciens, ceux-là luttant contre la confiscation du droit par les pontifes, choisis parmi les patriciens. Ainsi, selon l'historien A. Schiavone :
«  la cité se trouva en effet face à deux hypothèses (...) d'organisation normative et d'ordonnancement social, deux modèles alternatifs de souveraineté, pourrions-nous dire : l'un fondé sur le paradigme, spécifiquement romain, du ius ; l'autre sur celui, grec et méditerranéen, de la lex. On peut sans abus affirmer que le conflit eut des conséquences incalculables : de lui dépendit l'invention de la « forme droit » dans le parcours de l'Occident. »
Après huit ans de lutte, les plébéiens réussissent à persuader les patriciens d'envoyer une délégation à Athènes pour copier les lois de Solon. En plus, ils envoient des délégations vers d'autres villes de Grèce pour connaître leur législation. En 451 av. J.-C., dix citoyens romains sont nommés pour mettre par écrit les lois, ils sont appelés en conséquence les decemviri legibus scribundis : aucun pontife n'en faisait partie. Pendant qu'ils effectuent leur tâche, on leur a attribué le pouvoir politique suprême en ce qui concerne le domaine public et militaire (l'imperium), et les pouvoirs des autres magistrats ont été restreints. En 450 av. J.-C., les décemvirs publient des lois en dix tables (tabulae), mais qui sont considérées comme peu satisfaisantes par les plébéiens. Un second décemvirat ajoute deux tables en 449 av. J.-C.
Selon les historiens de l'époque augustéenne, de la toute fin du Ier siècle av. J.-C., la nouvelle loi des Douze Tables aurait été approuvée par les comitia curiata. A. Schiavone réfute toutefois ce récit, considérant qu'il s'agit d'une interprétation rétrospective qui faisait remonter jusqu'à la Rome monarchique, voire jusqu'à Romulus, le modèle républicain de la relation lex-comice.
Certaines études modernes tendent à remettre en cause les récits des historiens romains. Le second décemvirat ne serait jamais survenu, et c'est celui de 451 av. J.-C. qui aurait inclus tous les points controversés de la loi, ainsi que les principales fonctions à Rome. En outre, l'existence de la délégation envoyée en Grèce est débattue : il semble improbable que les patriciens aient envoyé une délégation en Grèce, mais plutôt en Grande-Grèce, portail commun au monde grec et romain.
Cette controverse historiographique, toutefois, n'affecte pas le rôle indéniable de la Grèce antique sur la rédaction de ces lois. L'idée de mettre par écrit le droit était en effet liée à l'idéal grec d'isonomie (égalité devant la loi), issu des réformes clisthéniennes en -508, et au fondement de la démocratie athénienne. Ces réformes conduisent à l'éloignement du concept de nomos vis-à-vis du thesmos et de la themis (souvent traduit par justice, mais dénotant, chez Homère par exemple, ou dans les lois de Dracon et les lois de Solon, un sens oraculaire) : le nomos prend son sens moderne d'une loi dictée par la politique, d'un dispositif unifiant la loi, l'écriture et la « laïcité ». La lex vient ainsi traduire ce sens moderne du nomos, par opposition au ius ancien et secret.
Malgré ce premier succès de la plèbe, le projet des Douze Tables échoua finalement : les prêtres, qui devaient désormais interpréter le ius en fonction de ces lois écrites, enfermèrent le texte dans un réseau complexe d'interprétations, faisant prévaloir le responsum sur la lex. De nouveau, le savoir des experts s'imposa, en s'appuyant sur un modèle jurisprudentiel, au détriment d'un accès immédiat aux lois publiques, conduisant ainsi vers un système oligarchique. Les premiers jurisconsultes, tels que Sextus Aelius Paetus Catus, Manius Manilius ou Publius Mucius, obtinrent ainsi la charge de trois missions : respondere, cavere (conseiller) et agere (agir en justice).

### La législation, un rôle d'appoint?
La grande majorité des relations sociales et économiques n'était pas régulée par des lois, mais par le « modèle jurisprudentiel » du ius civile. Sauf exception, la loi, lex populi ou publica, déterminait principalement les rapports entre citoyens et pouvoir politique ; le fonctionnement des institutions (Sénat, assemblées, magistratures, lesquelles représentent l'exécutif, ou encore les sacerdoces) ; l'organisation des cultes; les règlements municipaux et provinciaux ; la question agraire ; et enfin la répression des crimes les plus graves. Bref, le domaine de la loi couvrait ainsi ce qu'on appela ius publicum. De façon générale, peu de lois ont été, somme toute, votées et promulguées lors de l'Antiquité, la période d'Auguste étant, en la matière, l'une des plus prolifiques. Ainsi, on ne compte que quelques centaines de dispositions sur l'ensemble de la période républicaine (-509 à -27). Et sur 800 lois, seules 30 concernent le ius privatum.
Par ailleurs, selon l'historien Zîka Bujuklic (1999), le système législatif romain était relativement incohérent et contradictoire : d'une part, les lois étaient fréquemment promulguées pour répondre à des crises politiques et à des enjeux particuliers, plutôt que pour édifier un cadre général au droit ; d'autre part, les nouvelles lois n'abrogeaient pas les lois anciennes. Cette incohérence trouvait un remède partiel dans la procédure de la desuetudo, par laquelle on considérait que la communauté avait donné son accord tacite à l'abrogation d'une loi trop ancienne. C'est ainsi que furent abrogées la plupart des dispositions des Douze Tables, notamment le talion ou le droit de tuer un voleur la nuit ; certaines lois, comme des lois agraires, la Lex Voconia (en) et d'autres lois somptuaires devinrent obsolètes sans même être officiellement abrogées par ce procédé de desuetudo.
Le rôle de la loi est donc restreint au domaine public, tandis que les juristes développaient, en dehors de tout pouvoir institutionnel et de tout imperium de magistrats, les règles régissant la vie sociale et économique où se logeait les prérequis de la citoyenneté et de l'autorité des pater familias. La législation n'a jamais atteint la même importance que la jurisprudence, et n'a jamais non plus été véritablement codifiée. Ainsi, selon l'historien Zîka Bujuklic (1999):
« Les projets d'une codification systématique des leges romanae existantes était aussi éloigné d'eux [des Romains] que l'idée de Plotin de fonder la cité Platonopolis au cœur de la Campanie, dans laquelle le gouvernement entier serait gouverné conformément aux concepts philosophiques et aux lois de Platon. Vraisemblablement inspiré par des idéaux helléniques, Jules César a bien essayé, à la fin de sa vie, de codifier la législation existante, mais sa mort interrompit la réalisation de ce projet. De l'époque des Douze Tables jusqu'à Justinien, il semble que cela ait été la seule tentative de ce genre. »
Du reste, même le Corpus iuris civilis, souvent appelé « code Justinien », diffère largement de ce qu'on désigne aujourd'hui comme codification. Ce texte, assemblé au VIe siècle, est en effet autant une compilation de textes antérieurs, un effort de rassemblement, dans une optique mémorielle et historienne, des textes épars, menacés de disparition, qu'un code juridique au sens strict du terme.
Parmi les différentes lois votées par les comices, on peut toutefois citer, par exemple, la Lex Canuleia (445 av. J.-C., qui autorise le mariage — ius connubii — entre patriciens et plébéiens) ; les lois licinio-sextiennes (367 av. J.-C., qui mettent des restrictions sur la possession des terres publiques — ager publicus — et obligent qu'un des deux consuls soit plébéien) ; la Lex Ogulnia (300 av. J.-C., les plébéiens peuvent accéder aux fonctions religieuses) ; et la Lex Hortensia (287 av. J.-C., les verdicts de l'assemblée plébéienne — plebiscita — ont force de loi). Ces lois illustrent souvent le conflit des ordres, c'est-à-dire la lutte entre les plébéiens et les patriciens.
Un autre texte de loi de l'ère républicaine est la Lex Aquilia de 286 av. J.-C., qui peut être considérée comme l'origine de la responsabilité extra contractuelle[Qui ?].

### Période pré-classique: développement de la science juridique et duius gentium
Le droit romain entre dans une véritable révolution entre 201, fin de la deuxième guerre punique contre Carthage, et 27 av. J.-C., début du règne d'Auguste, premier empereur romain. Celle-ci est marquée par l'assouplissement des normes issues du ius civile, fortement ritualisé : la procédure judiciaire de l'actio était en effet caractérisée par l'obligation, imposée à ceux qui figuraient dans l'instance, d'accomplir certains gestes et d'employer certaines paroles dont l'omission ou la plus petite altération emportait nullité (par exemple remplacer le mot « arbre » par « oliviers »). Au lege agere (it) traditionnel, les préteurs ajoutent ainsi la procédure dite de l'agere per formulas, qui permet de substituer au rite immuable du certa verba le verba concepta, parole par laquelle le préteur adapte la formulation de sa sentence au cas concret exposé devant lui.
Cet assouplissement des règles s'effectue sous la double influence du ius honorarium, terme technique désignant le droit développé par les édits des préteurs, et du ius gentium, sorte de droit commercial appliqué aux litiges entre citoyens et pérégrins (« étrangers ») et développé à la suite de l'expansion de l'économie romaine. À la fin du IIe siècle av. J.-C., des jurisconsultes mettent par écrit ces règles issues de la iuris dictio (littéralement « juridiction », terme désignant ce qu'on appellera jurisprudence), signalant l'influence de la révolution de l'écriture sur le droit. Ainsi, lorsque débute l'empire romain, avec la prise de fonctions de l'empereur Auguste en -27, le droit romain est déjà fortement structuré sous forme écrite : c'est ce droit, dont la formation accompagna l'expansion de Rome, qui fournira le canon du « droit classique » romain pour les jurisconsultes postérieurs, qui s'efforceront d'en donner une lecture systématique.

#### La figure du préteur et le développement duius honorarium
Dès le IIIe siècle av. J.-C., parallèlement au ius civile formel et très ritualisé, issu de l'interprétation, sous forme de responsa orales, du mos maiorum et des Douze Tables par les experts de la tradition issus de la nobilitas, se développe une autre forme de droit, le ius honorarium, « entièrement constitué d'actiones, chacune avec sa propre formule liée à un cas type ». On parle de ius honorarium (du latin honorarius), car les préteurs étaient au centre de la création de ce nouveau corps juridique et que la préture était une magistrature honorifique. De rang légèrement inférieurs aux consuls, les préteurs étaient chargés de la procédure civile (lege agere).
Il n'est pas un législateur, et techniquement ne crée pas de nouvelles lois quand il publie un édit (magistratuum edicta). Le résultat de ces décisions jouit de la protection juridique (actionem dare) et sont de fait la source de nouvelles règles légales. Le successeur d'un préteur n'est pas tenu par les édits de son prédécesseur ; cependant, il prend souvent les actes des édits de son prédécesseur qui s'avèrent utiles. De cette manière, un fond constant est créé provenant de l'édit à l'édit (edictum traslatitium).
C'est dans le cadre de ce ius honorarium que se développèrent les principes de l'aequitas (« équité »), qui permettait aux préteurs de s'écarter des règles rigides et ritualisées du ius civile au nom d'un principe d'équité entre les parties<. On retrouve ce principe dans la locution summum ius, summa iniuria (it), présente par exemple chez Cicéron, et qui sert à stigmatiser une interprétation trop littérale des règles (verba legis), au détriment de l'équité ou allant contre l'« esprit de la loi » (sententia legis ; les Romains développeront l'idée de fraude à la loi, in fraudem legis). La notion de synallagma (« réciprocité ») et de bona fides (« bonne foi ») en sont aussi issues, de même que celle de consensus entre les parties (qui deviendra conventio, puis pactum).
Mais parallèlement, les experts juristes rattachèrent ces nouvelles règles et principes au ius civile, rendant ainsi celui-ci plus flexible :
« Pourtant, la distinction entre ius et aequum n'était pas destinée à se confirmer (...) déjà vers la fin du IIe siècle av. J.-C., la juridiction prétorienne fut perçue comme capable de créer du ius, différent toutefois de celui de la tradition civiliste, et uniquement du point de vue des actions; le ius honorarium, précisément, comme on commença à l'appeler, un ensemble de règles confiés aux édits des magistrats, que l'incessante activité interprétative des juristes dans les responsa rattachait, par un subtil travail de disjonction et de connexion, au vieux tronc du ius civile, lui aussi, du reste, considéré avec des yeux de moins en moins prisonniers des conceptions archaïques, sans pour autant être oublieux du passé. »

#### Le développement duius gentiumpour faire face à l'intensification du commerce
Allant de pair avec l'expansion de Rome, le droit romain intègre ainsi des normes plus flexibles afin de correspondre aux exigences du commerce. Cette évolution est le fait des préteurs. En -242, fin de la première guerre punique, une loi votée établit la figure du praetor peregrinus, ou prêteur pour les « étrangers » (appelés pérégrins). Le ius, jusqu'à présent, ne s'appliquait en effet qu'aux litiges entre citoyens romains. Avec l'invention de cette figure, les préteurs vont développer un « droit commercial » applicable aux litiges entre citoyens et pérégrins, dit ius gentium parce qu'il pouvait s'appliquer à toutes les populations méditerranéennes. Parallèlement au ius honorarium, ce ius gentium influencera très vite le ius civile et sera ainsi également appliqué aux litiges entre citoyens, la flexibilité de ses normes édictées par les préteurs, permettant d'adapter le ius traditionnel aux exigences de la modernité.
Ainsi, avec le temps, parallèlement au droit civil, ajoutant et corrigeant celui-ci, un nouveau corps de lois, dit prétorien, émerge. Le droit prétorien est ainsi défini par le célèbre juriste romain Papinien (v. 142-212 ap J.-C.) :

« Ius praetorium est quod praetores introduxerunt adiuvandi vel supplendi vel corrigendi iuris civilis gratia propter utilitatem publicam.
Le droit prétorien est la loi introduite par les préteurs pour compléter ou corriger le droit civil pour le bénéfice public. »

Droit civil et droit prétorien seront fusionnés dans le Corpus juris civilis, du VIe siècle.

#### Le développement d'une littérature juridique
Traditionnellement, les origines de la « science juridique » sont apparentées à Cneus Flavius. On dit qu'il aurait publié autour de 300 av. J.-C. les formules à prononcer, typiques du caractère ritualisé du ius civile, sans lesquelles une procédure juridique ne pouvait être valable. Auparavant, ces formules étaient tenues secrètes et uniquement connues par les pontifes (autorités religieuses). Leur publication rend possible aux non-prêtres d'explorer les voies de ces textes juridiques.
Que cette histoire soit crédible ou non, les juristes sont très actifs et des traités juridiques sont écrits en grand nombre à partir de la deuxième moitié du IIe siècle av. J.-C., qui marque ainsi un tournant important dans l'histoire du droit, lié à la généralisation, dans d'autres sphères sociales de la civilisation romaine, de l'écriture. Jusqu'à présent, les traités écrits avaient été exceptionnels (le De Usurpationibus d'Appius Claudius Caecus puis les Tripertita de Sextus Aelius Paetus Catus, ami de Scipion l'Africain et censeur en -194.
L'un des jurisconsultes les plus célèbres, contemporain de la fin de la période républicaine (-509 à -27), est ainsi Publius Mucius Scævola, consul en -133 et ami du tribun de la plèbe Tiberius Gracchus qui propose une réforme agraire avec la Lex Sempronia. Peu après un livre de Caton (Caton le censeur ou son fils, Caton Licinien), Publius Mucius écrit ainsi un traité sur le ius civile, qui mettait par écrit des responsa orales, en omettant toutefois délibérément le nom des personnes ayant posé les questions, contrairement à l'ouvrage de Caton. Ce traité, qui laisse une large place aux controverses (ius controversum), deviendra un canon de la science juridique romaine. Son fils, Quintus Mucius Scævola, écrivit un traité volumineux sur tous les aspects du droit, qui fut très influent jusqu'à très tard, de même que Servius Sulpicius Rufus, un ami de Cicéron. On peut encore citer Marcus Junius Brutus, qui écrivit sous forme de dialogue ; Manius Manilius, qui donna l'une des premières définition systématiques du droit romain (en l'occurrence, du nexum) ; ou encore Marcus Antistius Labéon. Nombre de ces juristes seront cités dans l'Enchiridion de Pomponius, contemporain de Marc Aurèle (IIe siècle).
Rome développa ainsi un système juridique très sophistiqué et une culture législative raffinée quand la République romaine fut remplacée par le système monarchique du principat en 27 av. J.-C.

### Droit romain classique
Les premières 250 années de l'ère actuelle sont la période durant laquelle le droit romain et la science juridique romaine atteignent le plus haut degré de « perfection », selon la tradition romaniste : on parle de période classique du droit romain. Néanmoins, l'empereur romain Hadrien absorbe peu à peu les sources du droit et l'édit du préteur cesse de devenir une source vivante pour se figer.
Les jurisconsultes travaillent à différentes fonctions : ils donnent des opinions juridiques sur la requête de partis privés (fonction de cavere, ou conseil) ; ils conseillent les magistrats qui ont la charge de l'administration de la justice, surtout les préteurs ; et ils aident ces derniers à rédiger leurs édits, dans lesquels ils annoncent publiquement, au début de leur mandat, comment ils vont user de leurs pouvoirs, et les formulaires, selon lesquels les procédures spécifiques seront conduites. Quelques juristes tiennent aussi eux-mêmes d'importantes places administratives ou juridiques.
Ils produisent aussi toute sorte de commentaires ou traités juridiques. Autour de 130, le juriste Salvius Iulianus rédige une forme standard des édits des préteurs, qui fut ensuite utilisée par tous les préteurs. Cet édit codifié contenait des descriptions détaillées de tous les cas, dans lesquels le préteur autorisait une action juridique et accordait une défense. L'édit standard fonctionna ainsi comme un code légal complet, même s'il n'avait pas officiellement force de loi. Il indiquait les exigences pour une revendication juridique réussie. L'édit est donc devenu la base des commentaires juridiques approfondis par les classiques tardifs comme Paul et Ulpien.
Les nouveaux concepts et les institutions juridiques développés par les juristes pré-classiques et classiques sont trop nombreux pour être mentionnés ici. Voici quelques exemples :
- les juristes romains séparent clairement le droit de propriété sur un bien (usus, fructus et abusus), de sa simple possession. Ils trouvent aussi la distinction entre le contrat et le délit comme sources d'obligations juridiques.
- les types standard de contrat (la vente, le contrat de travail, la location, le contrat de services) sont développés, à l'origine dans le cadre du ius gentium.
- le juriste classique Gaius (autour de 160) systématisa le droit privé à travers la division en personae (les personnes), res (les biens) et actiones (les actions juridiques). L'influence déterminante de cette systématisation perdure jusqu'à aujourd'hui. Il peut être reconnu dans des traités juridiques comme les Commentaries on the Laws of England de William Blackstone et des dispositions comme le code Napoléon ou le Code civil allemand.

### Droit post-classique
Au milieu du IIIe siècle, les conditions pour l'épanouissement d'une culture juridique raffinée sont devenues moins favorables. La situation politique et économique générale s'est détériorée. Les empereurs assument directement le contrôle sur tous les aspects de la vie politique. Le système politique du principat, qui avait gardé quelques liens avec les Institutions de la République romaine, commence à se transformer en une monarchie absolue qu'est le dominat. L'existence d'une science juridique et de juristes qui regardent le droit comme une science, et non pas comme un instrument pour accomplir des objectifs politiques fixés par le monarque absolu, n'est plus dans l'ordre des choses. Peu de juristes après le milieu du IIIe siècle ont laissé leur nom. Alors que la science juridique et l'éducation législative persistent dans une certaine mesure dans la partie est de l'Empire, la plupart des subtilités du droit classique est négligée et finalement oubliée à l'Ouest. Le droit classique est remplacé par un droit vulgaire. Où les écrits des juristes classiques sont encore connus, ils sont modifiés et simplifiés pour rester praticables.

## Fondements juridiques romains

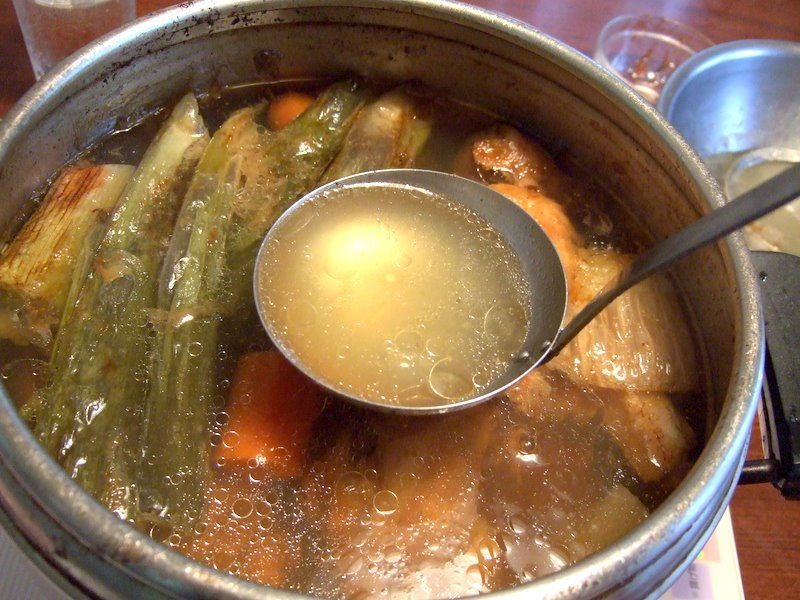
Selon Robert Jacob, le concept de ius en droit romain est étroitement lié à son homonyme ius, le jus de cuisson.

### Concepts
- ius civile, ius gentium et ius naturale : le ius civile (« droit des citoyens », originellement ius civile Quiritum) est le corps des lois communes qui s'appliquent à tous les citoyens d'une communauté civile. Les préteurs urbains sont les magistrats ayant juridiction sur les cas impliquant les citoyens de Rome. Le ius gentium (« droit des gens ») est le corps des lois communes qui s'appliquent aux relations entre étrangers (pérégrins) et à celle entre étrangers et citoyens romains. Les préteurs pérégrins sont les magistrats ayant juridiction sur les cas impliquant des citoyens et des étrangers. Le ius naturale est un concept que les juristes ont développé comme normes communes à tous les gens, qui obéissent tous à certaines mêmes lois. Le « droit naturel » suppose en tous un sens commun.
- ius scriptum et ius non scriptum : les termes ius scriptum et ius non scriptum signifient littéralement les droits écrit et non écrit, respectivement. En pratique, les deux diffèrent par la signification de leur création et pas nécessairement s'ils sont mis par écrit ou non. Le ius scriptum est le corps de la législation faite par les pouvoirs législatifs. La législation est connue sous le nom de leges (loi ou législation) et de plebiscita (les plébiscites, promulgués par le concile plébéien). Les juristes romains incluent aussi au ius scriptum les édits des magistrats (magistratuum edicta), les conseils du sénat (senatus consulta), les réponses et les pensées des juristes (responsa prudentium), et les proclamations et les convictions de l'empereur (principum placita). Le ius non scriptum est le corps des droits communs qui émanent de la pratique habituelle et deviennent fixes au fil des ans.
- ius commune et ius singulare : Le ius singulare (« droit singulier ») est le droit spécial pour certains groupes de la population, des biens, ou des relations juridiques (car il s'agit d'une exception aux principes généraux du système juridique), généralement contraire au droit ordinaire (ius commune). Un exemple est la loi des testaments écrits par les citoyens durant les campagnes militaires, qui sont exempts des solennités généralement exigées pour les citoyens écrivant des testaments dans des circonstances normales.
- ius publicum et ius privatum : Le ius publicum (« droit public ») protège les intérêts de l'État romain et organise les magistratures tandis que le ius privatum (« droit privé ») protège les intérêts des individus. Dans le droit romain, le ius privatum inclut les droits des individus, de la propriété, et les droits pénal et civil. La procédure judiciaire est un processus privé (iudicium privatum), ainsi que les procédures pour crimes (excepté les plus sévères, poursuivis par l'État). Le droit public inclut seulement quelques parties du droit privé à la fin de l'État romain. Le ius publicum désigne aussi des règles juridiques impératives (aujourd'hui appelé ius cogens, ce terme est utilisé dans le droit moderne international pour indiquer les normes impératives, c'est-à-dire auxquelles on ne peut déroger). Ces règles ne peuvent être modifiées ou exclues conventionnellement. Les règles qui au contraire peuvent être changées sont désignées en français comme étant des règles qui ne sont pas d'ordre public. Elles sont aujourd'hui appelés en common law ius dispositivum, et elles sont utilisés quand les parties partagent quelque chose et ne sont pas en opposition.

### Droit public
Les institutions romaines et le mos maiorum (« coutumes des ancêtres ») forment un ensemble non-écrit de règles et de principes transmis principalement par la jurisprudence. On en retrouve de nombreux concepts dans les constitutions modernes : les mandats de durée limitée, les élections à échéances régulières, un processus de définition des lois, les équilibres et les contrôles entre différents corps constitués, dont le contrôle des crédits, le veto et l’obstruction, le quorum, la mise en accusation. Même des concepts moins importants, comme ceux utilisés dans le système électoral américain, trouvent leur origine dans la constitution romaine[réf. souhaitée].
L'organisation de la République romaine n'est ni formelle ni même officielle. Elle est largement non écrite, et est en constante évolution durant la République. Pendant le Ier siècle av. J.-C., le pouvoir et la légitimité des institutions romaines s'érodent progressivement. Même les institutionnalistes romains, tels que le sénateur Cicéron, perdent à la fin de la République la volonté de résister aux ambitions illégales. Cette dernière se transforme dans les années qui suivent la bataille d'Actium. Après César, Auguste devient le premier empereur romain. Lui et ses successeurs superposent un fonctionnement impérial aux apparences républicaines. La conviction d'une survivance républicaine dure tout le long du Haut Empire romain.

### Droit privé
Stipulatio est la forme basique du contrat dans le droit romain. Il est fait sous la forme de question et de réponse. La nature précise du contrat est disputée, comme cela peut être vu ci-dessous.
Rei vindicatio est une action judiciaire par laquelle le demandeur demande que le défendeur rende un bien qui lui appartient. Cela peut seulement être demandé lorsque le demandeur est propriétaire du bien, et que le défendeur entrave d'une manière ou d'une autre sa propriété. Le demandeur peut aussi établir une actio furti (qui est une action personnelle) pour punir le défendeur. Si le bien ne peut être récupéré, le plaignant peut réclamer des dommages à l'accusé avec l'aide de la condictio furtiva. Avec l’actio legis Aquiliae, il pouvait réclamer des dommages (toutes ces actions sauf la première sont personnelles). Rei vindicatio est tiré du ius civile et n'est donc disponible que pour les citoyens romains.
Afin de comprendre le droit privé romain, il est nécessaire d'étudier les actions de la loi (legis actiones) qui sont au nombre de cinq :
- sacramentum ;
- iudicis arbitrive postulatio ;
- condictio ;
- manu injectio ;
- pignoris capio.

Ces procédures sont concurrencées à partir du IIIe siècle av. J.-C. par la procédure formulaire.
Sous le Bas-Empire romain (IIIe au VIe siècle ap. J.-C.), il y a l'apparition du procès cognitoire appelé la cognitio.
Concernant les obligations délictuelles sous le droit romain antique, il faut s'intéresser à quatre types de délits privés à Rome :
- injuria
- damnum injuria datum ou dommage aquilien (issu de la lex Aquilia)
- vol (furtum, rapina)
- délits des animaux, des esclaves et des enfants de citoyens romains (délits des alieni juris)

Concernant les obligations contractuelles sous le droit romain antique, il faut s'intéresser à :
- acte per aes et libram ou contrats formalistes romains (exemple : mancipatio et nexum)
- acte re (exemple : mutuum, fiducie)
- acte verbis (exemple : stipulatio)
- acte litteris
- expensilatio
- fidejution

### Statut romain
Pour décrire la position d'une personne dans le système juridique, les Romains utilisent l'expression status. Il y a deux axes principaux de détermination : la citoyenneté (status civitatis) par opposition aux étrangers (les pérégrins) ; et la liberté (status libertatis) par opposition aux esclaves. Le pérégrin est ainsi un étranger libre ; le citoyen, quant à lui, est par définition libre.
Par ailleurs, le citoyen peut être pater familias, chef de la famille, ou un quelconque membre inférieur de cette famille (femme, enfant, esclave).

### Litige romain
La Rome antique n'a aucun service public de poursuites judiciaires, comme le parquet français, donc les citoyens doivent eux-mêmes amener les affaires, parfois pour une compensation financière dérisoire : on parle d'« action ». Cependant, les magistrats amenaient souvent ces affaires, ce qui était perçu comme un service public.
Le procès se décompose en deux phases : l'une où les faits sont transcrits en termes de droit, sous la supervision d'un magistrat, l'autre où elle est tranchée par un second juge, à partir de l'exposé juridique effectué.
À l'origine, cela est fait au moyen d'une citation orale, plutôt qu'une accusation écrite. Pourtant, plus tard, les cas peuvent être initiés par méthode écrite, dite formula : c'est l'agere per formulas, originellement restreint au cadre du ius honorarium, et qui permet, entre autres, de s'affranchir du caractère hautement ritualisé du lege actio, où la moindre erreur dans la réalisation des rituels, gestuels et oraux, de la procédure suffisent à invalider celle-ci. Après que l'affaire est engagée, un juge est nommé puis l'affaire est décidée.
Sous la République et jusqu'à la « bureaucratisation » des procédures judiciaires, le juge est généralement une personne privée (iudex privatus). Il doit être un citoyen romain mâle. Les parties s'accordent sur un juge, ou le choisissent depuis une liste appelée album iudicum. Ils parcourent la liste jusqu'à ce que les deux parties soient d'accord sur le nom du juge. Dans les cas où de grands intérêts publics étaient en jeu, un tribunal de cinq juges était formé. D'abord, les parties en choisissent sept dans une liste, et parmi ces sept, cinq sont choisis aléatoirement. On les appelle des recuperatores.
Personne n'est juridiquement obligé de juger un cas. Cependant, il y a une obligation morale de le faire : il s'agit d'un officium (litt. office, qui peut être interprétée comme sorte de mission accompli dans l'intérêt public, d'une façon analogue au jury moderne).
Le juge a une grande latitude de la manière dont il conduit des litiges. Il considère toutes les preuves et décrète ce qui lui semble le plus juste. Puisque le juge n'est pas un juriste ou un technicien juridique, un juriste est préalablement consulté qui fournit des directives techniques, mais le juge n'est pas tenu de suivre les suggestions du juriste. À la fin des litiges, si les choses ne sont pas claires pour lui, il peut refuser de donner un jugement, en jurant que ce n'est pas limpide pour lui. Il a aussi un temps limite pour décider d'un jugement, qui dépend de quelques questions techniques du cas (type de l'action, etc.).
Plus tard, avec la bureaucratisation et l'empire, la procédure s'efface progressivement puis disparait au bénéfice de la procédure extraordinaire, aux mécanismes plus contraignant pour le juge. Le cas entier est passé en revue devant un magistrat dans une unique phase. Le magistrat a l'obligation de juger et de donner une décision, et on peut faire appel de cette décision devant un magistrat de plus haut rang.

## Héritage du droit romain
Le droit romain ne fait pas seulement référence au système juridique de la Rome antique, mais aussi aux lois qui sont appliquées un peu partout dans l'Europe occidentale jusqu'à la fin du XVIIIe siècle.
Dans certains pays, tel l'Allemagne, l'application pratique du « droit romain », tel que ré-interprété par la scolastique médiévale puis les Modernes, a duré plus longtemps encore, au moins jusqu'à Bismarck. Pour ces raisons, nombre de codes civils modernes en Europe continentale et ailleurs sont énormément influencés par le droit romain. C'est particulièrement vrai dans le domaine du droit privé.
Même la common law anglo-saxonne a une dette envers le droit romain, bien que celui-ci ait eu, en apparence du moins, une moindre influence sur le système juridique anglais que sur les systèmes juridiques du continent. L'influence du droit romain s'y ressent par la richesse de la terminologie juridique, comme la règle du précédent, la culpa in contrahendo ou encore la règle pacta sunt servanda.
Paradoxalement les pays de l'Europe de l'Est, longtemps sous l'influence de l'Empire byzantin, d'où provient le Corpus juris civilis, ne sont pas significativement sous l'influence du droit romain, le droit byzantin s'en étant éloigné.

### Droit romain à l'Est
Quand le centre de l'Empire est déplacé dans l'Est grec au IVe siècle, nombre de concepts juridiques d'origine grecque apparaissent dans la législation romaine officielle. L'influence est même visible dans le droit des personnes ou de la famille, qui est traditionnellement la partie du droit qui change le moins. Par exemple, Constantin Ier commence à mettre des restrictions au concept romain ancien de la patria potestas, en admettant que les personnes sub potestate peuvent avoir des droits de propriétaire. Il fait apparemment des concessions au concept beaucoup plus strict de l'autorité paternelle conformément au droit grec-hellénistique. Le Codex Theodosianus (438) est une codification des lois constantiniennes. Les derniers empereurs sont même allés plus loin, jusqu'à ce que Justinien n'ait finalement ordonné qu'un enfant sub potestate devienne propriétaire de tout ce qu'il acquiert, excepté quand il obtient quelque chose de son père.
Les pandectes ou récapitulation de codes réalisés sous Justinien, particulièrement le Digeste (529-534), compilation du droit de l'ère classique, continuent à être la base du système juridique dans l'Empire tout le long de ce qu'on appelle l'histoire byzantine. Léon III l'Isaurien publie un nouveau code, l’Écloga, durant la première moitié du VIIIe siècle. À la fin du IXe siècle, les empereurs Basile Ier le Macédonien et Léon VI le Sage s'attachent à la révision et à la recodification du droit romain. Les lois sont regroupées matière par matière dans des volumes spécifiques puis traduites en grec, seule langue alors comprise par le peuple et les fonctionnaires. Ce code est devenu connu sous le nom de Basilica. Le droit romain est préservé dans les codes de Justinien et dans le Basilica et reste la base de la procédure juridique en Grèce et dans les tribunaux de l'Église orthodoxe même après la chute de l'Empire byzantin et sa conquête par les Turcs, et forme aussi la base de la plus grande partie du Fetha Negest, qui tient encore en Éthiopie jusqu'en 1931.

### Droit romain à l'Ouest
À l'ouest, l'autorité de Justinien n'est pas allée plus loin que certaines régions des péninsules italiennes et hispaniques. Les codes juridiques sont édictés par les rois germaniques, cependant, l'influence des premiers codes byzantins est tout à fait visible sur certains d'entre eux. Dans nombre de cas, les descendants des citoyens romains continuent à être gouvernés par les lois romaines pendant assez longtemps, même alors que les membres de diverses tribus germaniques sont régies par leurs propres règles. C'est le système de la personnalité des lois, que les Romains avaient eux-mêmes appliqué à l'égard des peuples conquis. Le Code et l’Institutes sont eux-mêmes connus dans l'Europe de l'Ouest et servent de modèle à l'élaboration pour quelques codes germaniques, mais le Digeste est largement ignoré pendant des siècles. Autour de 1070, un manuscrit du Digeste est redécouvert en Italie. Cela est fait principalement grâce aux travaux des glossateurs, qui écrivent des commentaires entre les lignes (glossa interlinearis), ou en marge (glossa marginalis). À partir de ce moment-là, les savants commencent à étudier les textes juridiques de la Rome antique et enseignent à d'autres ce qu'ils ont appris. Le centre de ces études se situe à Bologne. L'école de droit s'est développée progressivement en une des premières universités d'Europe.
Les étudiants, à qui on enseigne le droit romain à Bologne (et plus tard dans nombre d'autres endroits) constatent que beaucoup de règles de droit romain conviennent mieux pour réguler les transactions économiques complexes que les règles coutumières, qui sont applicables partout en Europe. Pour cette raison, le droit romain, ou au moins quelques dispositions empruntées de ce dernier, commence à être réintroduit dans la procédure juridique, des siècles après la fin de l'Empire romain d'Occident. Ce processus est activement soutenu par de nombreux rois et princes qui engagent des juristes formés par l'université comme conseillers et employés de tribunaux et cherchent à profiter des règles comme la célèbre Princeps legibus solutus est (« le souverain n'est pas tenu par les lois », une phrase initialement forgée par Ulpien, un juriste romain).
Il y a plusieurs raisons qui expliquent le fait que le droit romain se propage durant le Moyen Âge : la protection juridique de la propriété, l'égalité des sujets juridiques et de leurs volontés, et aussi la possibilité que les sujets juridiques puissent disposer de leur propriété par testament.
Au milieu du XVIe siècle, le droit romain redécouvert domine dans la procédure juridique de la plupart des pays européens. Un système juridique, dans lequel le droit romain est mélangé avec des éléments du droit canonique et coutumes germaniques, spécialement la loi féodale, a émergé. Ce système juridique, qui est répandu dans toute l'Europe continentale (ainsi que l'Écosse) est connu sous le nom de ius commune et les systèmes juridiques basés sur celui-ci sont dits romano-germaniques, ou droit civil dans les pays anglophones.
Seule l'Angleterre est très peu influencée par le droit romain. Une raison de cela est que le système juridique anglais est plus développé que ces homologues continentaux où le droit romain se répand. Par conséquent, les avantages pratiques du droit romain sont moins évidents aux praticiens anglais qu'aux juristes continentaux. Une autre raison est que, éloignée de Rome, l'Angleterre a été moins influencée par la culture juridique romaine et les barbares qui s'y sont installés ont rapidement fait disparaître l'héritage, ne conservant même pas la langue romaine conservée administrativement au moins sur le continent. Ainsi, le système anglais de Common law se développe parallèlement au droit civil basé sur un droit romain vulgaire. Des éléments du droit romano-canonique sont présents en Angleterre dans les tribunaux ecclésiastiques, et moins directement, dans le développement du système d'équité. En plus, quelques concepts du droit romain sont introduits dans le droit commun. Surtout au début du XIXe siècle, les avocats anglais et les juges sont disposés à emprunter des règles et des idées aux juristes continentaux et directement au droit romain.
L'application pratique du droit romain et de l'ère du ius commune européen prend fin quand les codifications nationales sont faites. En 1804, le code civil napoléonien français entre en vigueur. Au cours du XIXe siècle, nombre d'États européens adoptent le modèle français ou rédigent leurs propres codes. En Allemagne, la situation politique rend impossible la création d'un code de lois national. Depuis le droit romain du XVIIe siècle, en Allemagne, a été grandement influencé du droit (coutumier) domestique que l'on a appelé usus modernus Pandectarum. Dans quelques régions d'Allemagne, le droit romain continue à être appliqué jusqu'à ce que le code allemand (Bürgerliches Gesetzbuch) entre en vigueur en 1900.

### Droit romain aujourd'hui
Aujourd'hui, le droit romain n'est plus appliqué dans la procédure juridique, même si les systèmes juridiques de quelques États comme l'Afrique du Sud ou Saint-Marin et en partie l'Écosse sont encore basés sur le ius commune. Cependant, même là où le droit est basé sur un code, nombre de règles dérivent de l'application du droit romain : aucun code n'a complètement rompu avec la tradition romaine. Plutôt, les dispositions du droit romain sont inscrites dans un système plus cohérent et exprimées dans la langue nationale. Pour cette raison, la connaissance du droit romain est utile pour comprendre les systèmes juridiques d'aujourd'hui.
Alors que l'on entreprend l'unification du droit privé parmi les membres de l'Union européenne, le vieux ius commune, qui est partout la base de la pratique juridique, mais qui peut tenir compte des coutumes diverses locales, est vu par beaucoup comme un modèle.

### Sources
- (it) Aldo Schiavone (trad. de l'italien par Geneviève et Jean Bouffartigue, préf. Aldo Schiavone), Ius : L'invention du droit en Occident [« Ius. L'invenzione del diritto in Occidente »], Paris, Belin, coll. « L'Antiquité au présent », 2008, 539 p. (ISBN 978-2-7011-4419-1).

#### En français
- Yvonne Bongert, Gérard Sautel et Bernard Perrin, Varia - Études de droit romain, Publications de l'Institut de Droit romain de l'Université de Paris, vol. IX, Paris (Recueil Sirey), 1952, 347 pages.
- Jean-François Brégi, Droit romain : les biens et la propriété, Broché, 2009.
- Jean-François Brégi, Droit romain : les obligations, Broché, 2006.
- Fernand Desserteaux, Études sur la formation historique de la capitis deminution, Dijon 1909-1928, 3 volumes.
- Michèle Ducos, Rome et le droit, Paris 1996 Collection Le Livre de poche.
- Basile Eliachevitch, La personnalité juridique en droit privé romain, Paris, 1942.
- Gaudemet, Jean et Emmanuelle Chevreau, Le droit romain privé, Éditions Montchrestien, 2009, 3e édition.
- Gaudemet, Jean, Les institutions de l'Antiquité, Éditions Montchrestien, 2002, 7e édition.
- Gaudemet, Jean, Les naissances du droit, Éditions Montchrestien, 2006, 6e édition.
- Paul-Frédéric Girard, Manuel élémentaire de droit romain, 8e édition par Félix Senn en 1929 (1re édition 1895).
- Grimal, Pierre, La civilisation romaine, Flammarion, Champs Histoire, 1981,  (ISBN 978-2-0812-2303-5).
- Claire Lovisi, Introduction historique au droit, Dalloz.
- Dario Mantovani, Les juristes écrivains de la Rome antique : les œuvres des juristes comme littérature, Paris, Les Belles Lettres, 2018.
- Raymond Monier, Manuel élémentaire de droit romain, Aalen, 1977, 2 volumes.
- Pascal Pichonnaz, Les fondements romains du droit privé, Genève, Éditeur Schulthess, 2008.
- René-Marie Rampelberg, Repères romains pour le droit européen des contrats, Paris, 2005.
- Schiavone, Aldo, Ius.L'invention du droit en Occident, Belin, 2008.
- Robert Villers, Rome et le droit privé, Paris 1983.
- Villey, Michel, Le droit romain, PUF, coll. « Que sais-je ? », 2002.

#### En italien
- Mario Talamanca, Istituzioni di diritto romano, Milan, 1990.
- Giovanni Pugliese, Istituzioni di diritto romano, Rome, 1994, 4e édition.
- Cesare Sanfilippo, Istituzioni di diritto romano, Messine, 1996, 9e édition.
- Antonio Guarino, Diritto privato romano, Naples, 2001, 12e édition.
- Matteo Marone, Manuale di diritto romano, Turin, 2004.
- Pasquale Voci, Istituzioni di diritto romano, Turin, 2004.
- Schiavone, Aldo, Ius. L'invenzione del diritto in Occidente, Turin, Einaudi, 2005.

#### En anglais
- Reinhard Zimmermann, The Law of Obligations, Oxford, 1996.
- Buckland, William Warwick, A Textbook of Roman Law from Augustus to Justinian, Cambridge University Press, 1921.
- Schulz, Fritz, History of Roman Legal Science, Oxford University Press, 1946.
- Stein, Peter, Roman Law in European History, Cambridge University Press, 1999  (ISBN 0521643724).
- Borkowski, Andrew et Du Plessis, Paul, Textbook on Roman law, 3e éd., Oxford University Press  (ISBN 0199276072).
- Nicholas, Barry, An Introduction to Roman Law, Oxford University Press, 1962  (ISBN 0198760639).
- Harries, Jill, Law and Empire in Late Antiquity, Cambridge University Press, 1999  (ISBN 0521410878).